# Kefar Gidon
Kefar Gidon (hebr. כפר גדעון; ang. Kfar Gidon lub Kefar Gid'on) – moszaw położony w Samorządzie Regionu Emek Jizre’el, w Dystrykcie Północnym, w Izraelu.

## Położenie
Moszaw Kefar Gidon jest położony na wysokości 94 metrów n.p.m. w centralnej części intensywnie użytkowanej rolniczo Doliny Jezreel w Dolnej Galilei, na północy Izraela. Okoliczny teren jest płaski, i delikatnie opada w kierunku południowo-zachodnim. W odległości 3 km na północ od osady wznoszą się stoki masywu górskiego Hare Nacerat, który ciągnie się na północny wschód w kierunku do miasta Nazaret. Na wschód i południe od kibucu przepływa strumień Adaszim. W odległości 2,5 km na południowym wschodzie znajduje się masyw góry Giwat ha-More (515 m n.p.m.). W jego otoczeniu znajduje się miasto Afula, moszawy Ha-Jogew, Kefar Baruch, Tel Adaszim i Balfurja, kibuc Mizra, oraz wioska komunalna Achuzzat Barak.
Kefar Gidon jest położony w Samorządzie Regionu Emek Jizre’el, w Poddystrykcie Jezreel, w Dystrykcie Północnym Izraela.

## Historia
W wyniku I wojny światowej w 1918 roku cała Palestyna przeszła pod panowanie Brytyjczyków, którzy w 1922 roku formalnie utworzyli na tym obszarze Mandat Palestyny. Stworzyło to warunki do rozwoju osadnictwa żydowskiego w Palestynie. W latach 20. XX wieku organizacje syjonistyczne wykupiły znaczne grunty w Dolinie Jezreel. W takich okolicznościach w 1923 roku powstał moszaw Kefar Gidon. Został on nazwany na cześć biblijnego bohatera Gedeona, który przebywał w tej okolicy. Grupa założycielska składała się z żydowskich imigrantów z Transylwanii, których do aliji zachęcił rabin Mosze Szmuel Glasner z miasta Kluż. Byli to zwolennicy syjonizmu religijnego. Żydowski Fundusz Narodowy przekazał obszar o powierzchni 4 tys. hektarów, planując że w nowej osadzie zamieszka 40 rodzin. Początkowo w moszawie osiedliło się 6 rodzin, i każda z nich otrzymała 79 hektarów ziemi. W przeciągu roku w osadzie zamieszkały kolejne rodziny. Pierwsi pionierzy nie posiadali żadnego doświadczenia z rolnictwem, a dodatkową trudnością był brak dostępu do wody. Przez pierwsze dwa lata wodę dostarczano z sąsiedniego kibucu Balfurja. Starając się wesprzeć rozwój moszawu, organizacje syjonistyczne udzieliły pomocy sadząc drzewa owocowe, winnicę i zakładając hodowlę bydła mlecznego. Mleko było dostarczane na stację kolejową Afula i linią kolejową Doliny dostarczane do Hajfy. Poszukując skutecznego rozwiązania narastającego konfliktu izraelsko-arabskiego w dniu 29 listopada 1947 roku została przyjęta Rezolucja Zgromadzenia Ogólnego ONZ nr 181. Zakładała ona między innymi, że moszaw Kefar Gidon miał znaleźć się w granicach nowo utworzonego państwa żydowskiego. Arabowie odrzucili tę Rezolucję i dzień później doprowadzili do wybuchu wojny domowej w Mandacie Palestyny. Na samym jej początku siły Arabskiej Armii Wyzwoleńczej zajęły pobliskie wioski i sparaliżowały żydowską komunikację w regionie. Dopiero działania podjęte podczas I wojny izraelsko-arabskiej w 1948 roku zabezpieczyły całą Dolinę Jezreel, umożliwiając dalszy rozwój żydowskiego osadnictwa. Po wojnie w moszawie osiedlili się nowi imigranci, będący ultraortodoksami. Między obydwoma społecznościami wystąpiły sprzeczności, w wyniku których w 1956 roku doszło do wewnętrznego rozłamu. Utworzono wówczas dwa odrębne moszawy: ultraortodoksyjny Kefar Gidon i mniej religijny moszaw Talmej Gidon. Dwie osady rozwijały się obok siebie. Dopiero na początku XXI wieku doszło do ich ponownego zjednoczenia.

## Demografia
Większość mieszkańców moszawu jest Żydami. Tutejsza populacja jest religijna i świecka:

## Gospodarka i infrastruktura
Gospodarka moszawu opiera się na intensywnym rolnictwie. Część mieszkańców dojeżdża do pracy poza moszawem. W moszawie znajduje się sklep wielobranżowy i warsztat mechaniczny.

## Transport
Przez centrum moszawu przebiega droga ekspresowa nr 60 (pod drogą znajduje się podziemny tunel umożliwiający komunikację pomiędzy dwoma częściami osady), którą jadąc na południe dojeżdża się do moszawu Balfurja i dalej do miasta Afula, lub jadąc na północ dojeżdża się do moszawów Mizra i Tel Adaszim, oraz skrzyżowania z drogą nr 73.

## Edukacja  i kultura
Moszaw utrzymuje przedszkole. Starsze dzieci są dowożone do szkół w kibucu Mizra. W moszawie jest ośrodek kultury z biblioteką, sala sportowa i boisko.

## Turystyka
Na wschód od wioski wznosi się niewielkie wzgórze Tel Adaszim (129 metrów n.p.m.), na którym znajduje się stanowisko archeologiczne. Odnaleziono tutaj artefakty z okresów perskiego, helleńskiego, rzymskiego, bizantyjskiego i islamskiego. Obszar wzgórza jest zalesiony. Natomiast w pewnej odległości na zachód od moszawu jest położony Rezerwat przyrody Balfurja, który chroni pozostałości naturalnych bagien Doliny Jezreel.